# Rauschzahl
Die Rauschzahl {\displaystyle F}, manchmal auch Rauschfaktor genannt, ist in der Nachrichtentechnik eine Kennzahl für das Rauschen eines linearen Zweitors (z. B. einer Verstärkerstufe), die den Quotienten der Signal-Rausch-Verhältnisse an Ein- und Ausgang des Zweitors angibt. Die Rauschzahl gilt nur unter den definierten Bedingungen und kann nicht direkt auf eine reale Schaltung übertragen werden.
Zur Rauschzahl gehört die Angabe der Frequenz, für die sie gilt und ermittelt wurde. Ein Wert von 500 MHz ist üblich, da bei dieser Frequenz das 1/f-Rauschen vernachlässigbar ist.

## Allgemeines

Signal- (S) und Rauschleistungen (N)
am Ein- und am Ausgang eines Zweitors (schraffiert)

Der dem Eingangswiderstand des Zweitors angepasste rauschende Widerstand befindet sich auf einer Rauschtemperatur {\displaystyle T_{0}} von 290 K. Dieser Temperaturwert, der ungefähr der Raumtemperatur entspricht, ist willkürlich gewählt und bezeichnet die Standard-Rauschzahl.
Am Eingang werden dem Zweitor eine Signalleistung {\displaystyle S_{1}} und eine Rauschleistung {\displaystyle N_{1}} zugeführt, deren Verhältnis das Signal-Rausch-Verhältnis (SNR) des Einganges darstellt:
{\displaystyle {\text{SNR}}_{\text{ein}}={\frac {S_{1}}{N_{1}}}}
An seinem Ausgang gibt das Zweitor dann eine Signalleistung {\displaystyle S_{2}} und eine Rauschleistung {\displaystyle N_{2}} an die Impedanz {\displaystyle Z_{L}} ab:
{\displaystyle {\text{SNR}}_{\text{aus}}={\frac {S_{2}}{N_{2}}}}
Bei einem ideal angenommenen, rauschfreien Zweitor ist das SNR des Ausgangs gleich dem SNR des Eingangs:
{\displaystyle {\text{SNR}}_{\text{ein}}={\text{SNR}}_{\text{aus}}\Leftrightarrow {\frac {S_{1}}{N_{1}}}={\frac {S_{2}}{N_{2}}}}
Bei realen Zweitoren, wie beispielsweise einem elektronischen Verstärker mit dem Verstärkungsfaktor {\displaystyle G={\frac {S_{2}}{S_{1}}}}', weist der Verstärker intern mit dem Generator nicht korrelierte Rauschquellen auf, wodurch das Signal-Rausch-Verhältnis am Ausgang immer geringer als das Signal-Rausch-Verhältnis am Eingang ist:
{\displaystyle {\text{SNR}}_{\text{ein}}\geq {\text{SNR}}_{\text{aus}}\Leftrightarrow {\frac {S_{1}}{N_{1}}}\geq {\frac {S_{2}}{N_{2}}}}
Die Herausforderung eines Verstärkers besteht in diesem Zusammenhang darin, dem Signal bei gegebener Verstärkung möglichst wenig Eigenrauschen hinzuzufügen, so dass das Nutzsignal S am Ausgang trotz Verschlechterung des Signal-Rausch-Verhältnisses über dem Rauschpegel der folgenden Verarbeitungsstufen liegt. Dies kann nur erreicht werden durch eine Maximierung des Verhältnisses {\displaystyle {\frac {G}{N}}}von Verstärkung zu hinzugefügter Rauschleistung. Da viele Maßnahmen, welche die Rauschleistung verringern sollen, auch die Verstärkung herabsetzen, führt dieser Ansatz meist nicht zum Ziel. Stattdessen wird versucht, den Verstärkungsfaktor stärker zu erhöhen als das Rauschen anteilig mitwächst, um so die Rauschzahl näher an Eins zu bringen.

## Definition
Die Rauschzahl F ist gegeben durch das Verhältnis:
{\displaystyle F={\frac {{\text{SNR}}_{\text{ein}}}{{\text{SNR}}_{\text{aus}}}}={\frac {1}{G}}\cdot {\frac {N_{2}}{N_{1}}}}
mit dem Verstärkungsfaktor G des Verstärkers, für den normalerweise gilt {\displaystyle G>1.} Liegt jedoch eine Dämpfung vor, z. B. bei einem Kabel, so ist {\displaystyle G<1.}

### Spektrale Rauschzahl
Da die Größen im Allgemeinen von der Frequenz abhängen, wird für die praktische Bestimmung der Rauschzahl im Rahmen der Rauschmessung eine hinreichend kleine Bandbreite gewählt, innerhalb der alle Größen näherungsweise konstant über die Frequenz sind. Damit wird die Rauschzahl zu einer Funktion der Frequenz, die dann auch als spektrale Rauschzahl F(f) bezeichnet wird.

### Logarithmische Rauschzahl
Die logarithmische Rauschzahl in Dezibel (dB) ist wie folgt definiert:
{\displaystyle F_{\text{dB}}=10\cdot \log {\frac {{\text{SNR}}_{\text{ein}}}{{\text{SNR}}_{\text{aus}}}}}
Sie wird häufig, so auch in der DIN, als Rauschmaß bezeichnet: Dies soll aber vermieden werden, da das Rauschmaß international in der HF-Technik eine eigenständige, abweichende Definition besitzt.

### Lineares Zweitor
Weiter ist es möglich, die Rauschzahl über die im linearen Zweitor zusätzlich erzeugte Rauschleistung {\displaystyle N_{v}} zu beschreiben.
Die ausgangsseitige Rauschleistung {\displaystyle N_{2}} setzt sich zusammen aus:
- der um {\displaystyle G} verstärkten eingangsseitig zugeführten Rauschleistung {\displaystyle N_{1}} und
- der im Zweitor erzeugten Rauschleistung {\displaystyle N_{v}}:

{\displaystyle N_{2}=GN_{1}+N_{v}}
Damit kann die Rauschzahl des linearen Zweitors dargestellt werden:
{\displaystyle {\begin{aligned}\Rightarrow F&={\frac {GN_{1}+N_{v}}{GN_{1}}}\\&=1+{\frac {N_{v}}{GN_{1}}}\end{aligned}}}
mit der durch das Zweitor zusätzlich eingebrachten Rauschzahl {\displaystyle F_{v}}:
{\displaystyle \Rightarrow F_{v}:=F-1={\frac {N_{v}}{GN_{1}}}}
Bei idealen, rauschfreien Zweitoren ist
{\displaystyle N_{v}=F_{v}=0.}
Demzufolge beträgt die Rauschzahl für das ideale, rauschfreie lineare Zweitor (frequenzunabhängig):
{\displaystyle \Rightarrow F=1.}

#### Kaskade
Werden mehrere Zweitore als eine Kaskade in Reihe geschaltet – dies ist beispielsweise bei einer Aneinanderreihung von Verstärkern entlang einer längeren Leitung der Fall –, so lässt sich die Rauschzahl Fg einer Kaskade mit n Zweitoren verallgemeinern zu:
{\displaystyle {\begin{aligned}F_{g}&=1+(F_{1}-1)+{\frac {F_{2}-1}{G_{1}}}+{\frac {F_{3}-1}{G_{1}\cdot G_{2}}}+{\frac {F_{4}-1}{G_{1}\cdot G_{2}\cdot G_{3}}}+\cdots +{\frac {F_{n}-1}{G_{1}G_{2}G_{3}\cdots G_{n-1}}}\\&=1+\sum _{k=1}^{n}{\frac {(F_{k}-1)}{\prod _{i=0}^{k-1}G_{i}}}\quad {\text{mit}}\quad G_{0}=1.\end{aligned}}}.
Diese erweiterte Form der Rauschzahl wird auch als Friis-Formel bezeichnet.

#### Rauschtemperatur
Die Rauschzahl eines Zweitors lässt sich auch mit Hilfe der Rauschtemperatur Te ausdrücken:
{\displaystyle F=1+{\frac {T_{\mathrm {e} }}{T_{0}}}}
Dabei ist T0 die Bezugstemperatur, die für die Standard-Rauschzahl mit 290 K festgelegt ist.
Ein idealer, rauschfreier Verstärker weist eine Rauschtemperatur von Te=0 K auf, was einer Rauschzahl von 1 entspricht. Ein realer Verstärker, der sich beispielsweise auf einer Rauschtemperatur von Te=290 K befindet, weist eine Rauschzahl von 2 auf, was bedeutet, dass sich das SNR am Ausgang des Verstärkers um 3 dB verschlechtert. Insbesondere für Eingangsverstärker und zur Erzielung eines hohen SNR ist es daher nötig, die Rauschtemperatur des Verstärkers möglichst niedrig zu halten.

### Nichtlineares Zweitor
Nichtlineare Zweitore können die Spektren von Nutzleistung und Rauschleistung am Zweitoreingang so verändern, dass durch Filtermaßnahmen in günstigen Fällen Rauschzahlen kleiner als 1 entstehen können. Ein typisches Beispiel ist ein Demodulator für frequenzmodulierte Nutzsignale, der für Signal-Rausch-Verhältnisse am Eingang oberhalb eines Schwellenwerts ein verbessertes Signal-Rausch-Verhältnis am Demodulatorausgang produziert.

### Optische Rauschzahlen

#### Traditionelle optische Rauschzahl
Die Rauschzahl beschreibt hier die Abnahme des Signal- zu Rauschverhältnisses eines kohärenten optischen Signals beim Durchgang durch einen optischen Verstärker. Dazu werden die Signal- zu Rauschverhältnisse des elektrischen Stroms betrachtet, den ein idealer Photodetektor mit der Quanteneffizienz 1 vor oder hinter dem optischen Verstärker liefern würde. Die in die S/N-Verhältnisse eingehenden elektrischen Leistungen sind also proportional zum Quadrat der entsprechenden optischen Leistungen.
Obwohl das Eingangssignal als ideal angenommen wird, ist seine Leistung infolge der Quantennatur der Photonen nicht völlig konstant, sondern variiert infolge des Schrotrauschens.
Zu dem bereits im Eingangssignal enthaltenen und im optischen Verstärker verstärkten Rauschen kommen weitere Rauschanteile hinzu, die im Verstärker entstehen. Meist dominiert dabei das Mischprodukt aus Signal und Superlumineszenz (ASE: Amplified spontaneous emission). Vernachlässigt man die weiteren Rauschanteile, so erhält man für den optischen Verstärker (EDFA) die Rauschzahl
{\displaystyle F={\frac {\mathrm {n} _{\text{ASE}}}{G\cdot h\cdot f}}+{\frac {1}{G}}={\frac {1}{G}}\cdot \left({\frac {\mathrm {n} _{\text{ASE}}}{h\cdot f}}+1\right)}
mit
{\displaystyle \mathrm {n} _{\text{ASE}}} = spektrale Leistungsdichte des ASE-Rauschens in W/Hz, gemessen als Summe beider Polarisationen
{\displaystyle G} = Verstärkungsfaktor (s. o.)
{\displaystyle h} = Planck-Konstante
{\displaystyle f} = Frequenz des optischen Eingangssignals.
Für Raman-Verstärker gilt eine andere Formel, da entlang der Faser gleichzeitig Verstärkung und Dämpfung stattfindet.

#### Konsistente optische Rauschzahl
Die obige traditionelle optische Rauschzahl wurde in den 1990ern definiert. Sie kann auch {\displaystyle F_{pnf}} genannt werden für photon number fluctuations. Die Leistungen, die für SNR- und Rauschfaktor-Berechnung benötigt werden, sind die elektrischen Leistungen, welche durch den Strom in einer Photodiode verursacht werden. Das SNR ist das Quadrat des mittleren Photostroms (d. h. des Erwartungswerts), geteilt durch die Varianz des Photostroms. Monochromatisches oder ausreichend abgeschwächtes Licht hat eine Poissonverteilung detektierter Photonen. Wenn während eines Detektionszeitraums der Erwartungswert detektierter Photonen gleich {\displaystyle n} ist, so ist die Varianz ebenfalls gleich {\displaystyle n}, und man erhält
{\displaystyle SNR_{pnf,ein}=n^{2}/n=n}.
Hinter einem optischen Verstärker mit Leistungsverstärkung {\displaystyle G} erhält man einen Erwartungswert von {\displaystyle Gn} detektierten Signalphotonen. Im Grenzfall großer {\displaystyle n} ist die Varianz detektierter Photonen {\displaystyle Gn(2n_{sp}(G-1)+1)}, wobei {\displaystyle n_{sp}} der spontane Emissionsfaktor ist. Man erhält
{\displaystyle {\begin{aligned}SNR_{pnf,aus}&={\frac {G^{2}n^{2}}{Gn(2n_{sp}(G-1)+1)}}\\&={\frac {n}{2n_{sp}\cdot \left(1-{\frac {1}{G}}\right)+{\frac {1}{G}}}}\end{aligned}}}
Der resultierende traditionelle optische Rauschfaktor ist
{\displaystyle F_{pnf}={\frac {SNR_{pnf,ein}}{SNR_{pnf,aus}}}=2n_{sp}\cdot \left(1-{\frac {1}{G}}\right)+{\frac {1}{G}}}.
{\displaystyle F_{pnf}} ist in konzeptionellem oder Definitionskonflikt mit dem elektrischen Rauschfaktor, der jetzt {\displaystyle F_{e}} genannt wird:
Der Photostrom ist proportional zur optischen Leistung. Die optische Leistung ist proportional zu Quadraten einer Feldamplitude (elektrisch oder magnetisch). Der Empfänger ist bezüglich Amplitude also nichtlinear. Die Leistungen, welche für die Berechnung von {\displaystyle F_{pnf}} benötigt werden, sind proportional zur 4. Potenz der Signalamplitude. Doch für {\displaystyle F_{e}} im elektrischen Bereich ist die Leistung proportional zum Quadrat der Signalamplitude.
Bei einer beliebigen elektrischen Frequenz gibt es Rauschen in Phase (I) und in Quadratur (Q) mit dem Signal. Diese beiden Quadraturen sind hinter dem elektrischen Verstärker verfügbar. Dasselbe gilt für einen optischen Verstärker. Aber der optische Direktempfänger, welcher für die Bestimmung von {\displaystyle F_{pnf}} herangezogen wird, reagiert hauptsächlich aufs In-Phase-Rauschen, während das Quadraturrauschen für hohe {\displaystyle n} vernachlässigt werden kann. Außerdem liefert der Empfängerausgang nur eine Quadratur. Eine von ursprünglich zwei Quadraturen geht also verloren.
In einem optischen Verstärker mit großem {\displaystyle G} gilt {\displaystyle F_{pnf}} ≥ 2, während für einen elektrischen Verstärker {\displaystyle F_{e}} ≥ 1 gilt.
Der heutige faseroptische Weitverkehr wird durch kohärente optische I&Q-Empfänger dominiert, doch {\displaystyle F_{pnf}} ist nicht der SNR-Verschlechterungsfaktor in diesen.
Ein weiterer optischer Rauschfaktor oder Rauschzahl {\displaystyle F_{ase}} für amplified spontaneous emission wurde definiert. Doch der Rauschfaktor {\displaystyle F_{ase}} ist nicht der SNR-Verschlechterungsfaktor in jeglichem optischem Empfänger.
Die obigen Konflikte werden gelöst durch Herleitung von In-Phase-und-Quadratur-Rauschfaktor und -Rauschzahl {\displaystyle F_{o,IQ}}. Sie kann mit kohärenten optischen I&Q-Empfängern gemessen werden. In diesen ist die Leistung des Ausgangssignals proportional zum Quadrat einer optischen Feldamplitude, weil sie amplitudenlinear sind. Sie übertragen beide Quadraturen. Für einen normalen optischen Verstärker (z. B. EDFA) gilt
{\displaystyle F_{o,IQ}} = {\displaystyle n_{sp}(1-1/G)+1/G} ≥ 1.
Die Größe {\displaystyle n_{sp}(1-1/G)} ist die eingangsbezogene Anzahl hinzugefügter Rauschphotonen pro Mode. {\displaystyle F_{o,IQ}} ist konsistent, als exaktes Äquivalent der elektrischen Rauschzahl: lineares System, Empfänger für 1 Mode oder 2 verfügbare Quadraturen. Es gibt Gauß-Amplitudenrauschen eines normalen Verstärkers in beiden Quadraturen.
{\displaystyle F_{o,IQ}} und {\displaystyle F_{pnf}} können ineinander umgerechnet werden. Für große {\displaystyle G} gilt
{\displaystyle F_{o,IQ}=F_{pnf}/2}
oder, in dB ausgedrückt,
{\displaystyle F_{o,IQ}=F_{pnf}-3\;{\text{dB}}}.
Die ideale {\displaystyle F_{o,IQ}} ist 0 dB. Dies beschreibt die Tatsache, dass die Empfindlichkeit eines idealen optischen I&Q-Empfängers durch einen optischen Vorverstärker nicht geändert wird.

#### Optische Homodynrauschzahl
Im elektrischen Bereich gibt es thermisches Quellrauschen, weshalb die Rauschzahl für Homodynempfänger dieselbe ist wie für normale Empfänger von In-Phase- und Quadratursignalen.
Im optischen Bereich dagegen gibt es nur Detektionsrauschen, nämlich das Schrotrauschen. Da sind optische Homodynempfänger empfindlicher als optische In-Phase-und-Quadraturempfänger. Sie benötigen deshalb eine andere Rauschzahl als {\displaystyle F_{o,IQ}}, nämlich die optische Homodynrauschzahl {\displaystyle F_{o,I}}. Diese beträgt für einen normalen optischen Verstärker
{\displaystyle F_{o,I}=2n_{sp}\cdot \left(1-{\frac {1}{G}}\right)+{\frac {1}{G}}}.
Dem Wert nach ist {\displaystyle F_{o,I}} gleich {\displaystyle F_{pnf}} im optischen Direktempfänger, also einem nichtlinearen System.

### Allgemeingültige Rauschzahl
Elektrische Quellen erzeugen thermisches Rauschen mit einer spektralen Leistungsdichte gleich
{\displaystyle k'T={\frac {hf}{e^{hf/(k_{\text{B}}T)}-1}}}
pro Mode mit
- Boltzmann-Konstante {\displaystyle k_{\text{B}}} und
- absoluter Temperatur {\displaystyle T}.

Es gibt auch optisches Rauschen. Optische Quellen haben kein fundamentales Rauschen. Stattdessen verursacht die Energiequantelung merkliches Schrotrauschen im Detektor, entsprechend einer spektralen Leistungsdichte {\displaystyle hf} oder {\displaystyle hf/2}. Die gesamte Rauschleistungsdichte lässt sich gemäß Formeln (82b) und (82a) von  darstellen als
- {\displaystyle k'T+hf/2} in einem Homodynempfänger,
- {\displaystyle k'T+hf} in einem In-Phase-und-Quadratur-Empfänger, also einem Empfänger mit einer verfügbaren Mode.

Alles Rauschen lässt sich als Schwankungen im Empfänger oder beim Detektionsprozess beobachten. Thermisches und hinzugefügtes Verstärkerrauschen, nicht aber das Schrotrauschen, lässt sich außerdem mit einem (ausreichend empfindlichen) Leistungsmessgerät als mittlere Leistung detektieren.
Im elektrischen Bereich oder bei niedrigen Frequenzen kann {\displaystyle hf} vernachlässigt werden und {\displaystyle k'T} geht in den Term {\displaystyle kT} über. Im optischen Bereich oder bei hohen Frequenzen kann {\displaystyle k'T} vernachlässigt werden.
Zwischen rein elektrischem und rein optischem Bereich, etwa im niedrigen THz- oder thermischen Bereich oder bei hohen elektrischen Frequenzen und Kryotemperaturen, sind beide Summanden der spektralen Leistungsdichte zu berücksichtigen.
Es ist möglich, zwischen elektrischem und optischem Bereich überzublenden, sodass man eine allgemeingültige Rauschzahl erhält. Das wurde versucht durch eine Rauschzahl {\displaystyle F_{fas}}, wobei der Index für fluctuations of amplitude squares steht. Dort wäre zunächst {\displaystyle kT} in {\displaystyle k'T} auszubessern. Bei optischen Frequenzen ist {\displaystyle F_{fas}} gleich {\displaystyle F_{pnf}} und betrifft die Detektion von nur 1 Quadratur. Der konzeptionelle Unterschied zu {\displaystyle F_{e}} kann jedoch nicht überwunden werden: Es erscheint unmöglich, dass für steigende Frequenz (von elektrisch zu thermisch zu optisch) 2 Quadraturen (in elektrischen Empfängern) allmählich zu 1 Quadratur werden.
Zur Vereinheitlichung von {\displaystyle F_{pnf}} mit {\displaystyle F_{e}} müssten bei steigender Frequenz oder fallender Temperatur Quadrate von Signalamplituden (Leistungen im elektrischen Bereich) graduell in 4. Potenzen von Signalamplituden (elektrische Ausgangsleistungen von optischen Direktempfängern) übergehen, was nicht möglich erscheint. Außerdem gäbe es auch hier das Problem, dass nicht 2 Quadraturen allmählich zu 1 Quadratur werden können.
{\displaystyle F_{ase}} wurde ebenfalls verallgemeinert. Dafür gibt es aber keinen Anlass, weil der Rauschfaktor {\displaystyle F_{ase}} ja in keinem optischen Empfänger der SNR-Verschlechterungsfaktor ist.
Eine konsistente Vereinheitlichung von optischer und elektrischer Rauschzahl erhält man mit {\displaystyle F_{e}} and {\displaystyle F_{o,IQ}}. Es gibt keine Widersprüche, weil beide konzeptionell in Einklang sind (Leistungen proportional zu Amplitudenquadraten, linear, Empfänger mit 2 verfügbaren Quadraturen, idealer Rauschfaktor 1 eines Verstärkers mit 2 verfügbaren Quadraturen). Man erhält man die vereinheitlichte, allgemeingültige Rauschzahl
{\displaystyle {\begin{aligned}F_{IQ}&={\frac {k'TF_{e}+hfF_{o,IQ}}{k'T+hf}}\\&={\frac {k'(T+T_{ex})+hf\left(n_{sp}\cdot \left(1-{\frac {1}{G}}\right)+{\frac {1}{G}}\right)}{k'T+hf}}\end{aligned}}}.
Dabei ist {\displaystyle T_{ex}} die Zusatzrauschtemperatur.
Es lässt sich auch eine vereinheitlichte Homodynrauschzahl {\displaystyle F_{I}} angeben. Wenn man in  den Term {\displaystyle kT} in {\displaystyle k'T} korrigiert, entspricht die dortige {\displaystyle F_{fas}} der {\displaystyle F_{I}}, wobei in {\displaystyle F_{fas}} allerdings thermisches Rauschen als Quantenrauschen interpretiert und diesem eingegliedert wird.